# Rheum rhabarbarum
Espèce
 (juillet 2017).
Rheum rhabarbarum, la rhubarbe des jardins[réf. nécessaire], est une espèce de plantes herbacées de la famille des Polygonaceae plus communément appelée rhubarbe.
C'est une plante vivace et forte, haute jusqu'à 2 m, ayant des feuilles longues de 50-60 cm. Les limbes des feuilles sont allongés, ovoïdes et fortement ridés. Le diamètre de la tige peut atteindre 5 cm. Elle fleurit généralement en juin et juillet. Elle vient d'Asie centrale (Mongolie, Sibérie) et est depuis longtemps cultivée en Europe. En République tchèque on la trouve dans la plupart des jardins.
Seules les pétioles de la rhubarbe peuvent être consommés. Ils sont utilisables pour préparer soupes de fruits, compotes, confitures et gâteaux. Lors de la cuisson, il n'est pas recommandé d'utiliser des ustensiles de cuisine en aluminium, car l'aluminium réagit avec l'acide oxalique contenu dans la rhubarbe.

## Toxicité
Les feuilles vertes de la rhubarbe contiennent des substances toxiques, y compris l'acide oxalique qui est néphrotoxique et corrosif.
De nombreux cas d'empoisonnement aux feuilles de rhubarbe datent de la Première Guerre mondiale, quand la consommation de la rhubarbe a été recommandée au Royaume-Uni.

## Recherches
Une étude a démontré que la supplémentation en extrait de rhubarbe favorise les bactéries productrices de butyrate et les acides gras volatils, un effet qui pourrait contribuer à soulager la constipation chronique chez les personnes d'âge moyen.